# Sancho Panza
Sancho Panza (tiếng Tây Ban Nha: [santʃo panθa]) là một nhân vật hư cấu trong tiểu thuyết  Don Quijote  được viết bởi tác giả người Tây Ban Nha Don Miguel de Cervantes Saattedra vào năm 1605. Sancho đóng vai trò là cận vệ cho Don Quijote và cung cấp các lời khuyên trong suốt cuốn tiểu thuyết, được gọi là sanchismos, đó là sự kết hợp của hài hước rộng rãi, mỉa mai tục ngữ Tây Ban Nha, và dí dỏm trần thế. "Panza" trong tiếng Tây Ban Nha có nghĩa là "bụng" (xem tiếng Anh "paunch," tiếng Ý "pancia", một số phương ngữ tiếng Ý "panza", tiếng Bồ Đào Nha "pança", tiếng Pháp "panse").